# Maszyna cieplna
Maszyna cieplna – zespół urządzeń energetycznych realizujący zamknięty cykl przemian (obieg termodynamiczny), w wyniku których następuje wymiana energii między układem mechanicznym a dwoma zbiornikami ciepła o różnych temperaturach.

## Klasyfikacja

Schemat energetyczny silnika cieplnego

### Silnik cieplny
Silnik cieplny to urządzenie, które zamienia energię termiczną (cieplną) w energię mechaniczną (praca) lub elektryczną.

### Pompa ciepła

Schemat sprężarkowej pompy ciepła: 1) skraplacz, 2) zawór dławiący (lub kapilara), 3) parownik, 4) sprężarka.

Pompa ciepła to urządzenie, które ogrzewa obszar o temperaturze wyższej poprzez podnoszenie ciepła z obszaru o niższej temperaturze do tego obszaru.

### Chłodziarka
Chłodziarka to urządzenie, którego celem jest obniżenie temperatury jakiegoś ciała do temperatury niższej od temperatury otoczenia.

## Cieplne maszyny przepływowe
Maszynami cieplnymi są także maszyny przepływowe o przepływie ciągłym (maszyny wirnikowe) lub okresowym (maszyny tłokowe), jeżeli wewnątrz maszyny występuje istotna zmiana temperatury czynnika roboczego. Przykładami maszyn przepływowych są: sprężarki przepływowe i turbiny.

## Wnioski z zasad termodynamiki
Wszystkie maszyny działają zgodnie z zasadami termodynamiki.
Z pierwszej zasady termodynamiki, wynika, że zachowany jest całkowity bilans energii. Dla silnika cieplnego: praca wykonana (W) jest równa różnicy energii pobranej na sposób cieplny ze źródła ciepła i oddanej do chłodnicy:
{\displaystyle W=Q_{H}-Q_{C}.}
Z drugą zasadę termodynamiki, z której wynika że nie można skonstruować silnika cieplnego w całości zamieniającego dostarczone ciepło na pracę, a maksymalna sprawność silnika cieplnego zależy od różnicy temperatur źródła ciepła i chłodnicy i wyraża się wzorem:
{\displaystyle \eta ={\frac {W}{Q_{H}}}={\frac {Q_{H}-Q_{C}}{Q_{H}}}={\frac {T_{H}-T_{C}}{T_{H}}}.}
W praktyce oznacza to, że silniki cieplne oprócz użytecznej pracy zawsze oddają do otoczenia ciepło, które jeśli nie jest wykorzystane, staje się ciepłem odpadowym. Stanowi to podstawę skojarzonego wytwarzania energii elektrycznej i ciepła w elektrociepłowniach.